# Heró de Bizanci
Heró de Bizanci o Heró el Jove (en llatí Heron, en grec antic Ἥρων) anomenat així per distingir-lo d'Heró d'Alexandria, fou un geòmetra grec que se suposa que va viure sota l'emperador Heracli (610-641). En una obra seva sobre geodèsia, paraula que utilitza amb el sentit de geometria pràctica, diu que les estrelles havien alterat la seva longitud en set graus des del temps de Claudi Ptolemeu.
Els seus escrits principals són:
- 1. Παραγγέλματα πολιορκητικά, De Machinis bellicis, Sobre poliorcètica i les màquines de setge.
- 2. Γεωδαισία, Geodaesia, que explicava la utilització de la dioptra amb fins militars, i mostrava la manera de trobar l'àrea d'un triangle sabent la longitud dels seus costats.
- 3. De Obsidione repellenda, sobre la manera de lluitar contra els setges de les ciutats.
- 4. Παρεκβολαὶ ἐκ τῶν στρατηγικῶν παρατάξεων ("Parekbolai en ton strategikon parataxeon", Sobre els trets vora els exèrcits en ordre de batalla)
- 5. Ἐκ τῶν τοῦ Ἥρωνος περὶ τῶν τῆς Γεωμετρίας καὶ Στερεωμετρίας ὀνουάτων ("Ek ton tou heronos peri ton tes geometrias onouaton")
- 6. Εἰσαγωγὴ τῶν γεωμετρουμένων, ("Eisagogé ton geometroumenon", Introducció als estudis geomètrics)
- 7. Excerpta de Mensuris (reculls sobre mesures), que existeix en manuscrit.[1]